# Anthurium collinsii
Anthurium collinsii är en kallaväxtart som beskrevs av Thomas Bernard Croat. Anthurium collinsii ingår i släktet Anthurium och familjen kallaväxter. Inga underarter finns listade.